# Национални парк Крка
Крка је један од националних паркова у Хрватској. 

## Положај
Парк је добио име по реци Крка која је део парка. Национални парк се налази у централној Далмацији, у Шибенско-книнској жупанији, само пар километара североисточно од града Шибеника.

## Историја
Крка је постао национални парк 1985. године и седми је по реду национални парк у Хрватској. Познат је по огромном броју језера и водопада. У парку се налази православни Манастир Крка основан 1345. Основала га је сестра цара Душана. Манастир је био најзначајнији духовни и културни центар православља у Далмацији.